# Йоанна (фільм, 2013)
«Йоанна» (пол. Joanna) — польський фільм, знятий режисером Анетою Копач. Фільм — учасник міжнародного кінофестивалю Docudays UA.

## Опис
Через записи в блозі Йоанна стала для багатьох читачів втіленням життя, сповненого радості. В дописах вона детально й чесно розповідає про свій побут; у неї прості цілі, як-от: організувати для родини подорож до озер, в її планах на найближчий час — побачити, як син уперше їде на велосипеді без допоміжних коліщаток. Йоанна починає вести онлайн-щоденник, коли дізнається, що хвора на рак і жити залишилося три місяці. Тоді вона обіцяє Ясеві, своєму п'ятирічному синові, що зробить усе можливе, аби протриматися якнайдовше. І починає писати заради нього.